# .org
.org er et generisk topdomæne, der er reserveret til organisationer, men har udviklet sig til at være ubegrænset.
Domænet blev oprettet i 1985.